# The Best Off...
The Best Off... prvi je studijski album riječke rock-skupine Laufer, kojeg 1994. godine objavljuje diskografska kuća Corona Records.
Ostvarena suradnja s glazbenim producentom i snimateljem Janezom Križajem nastavljena je u studiju 'Tivoli' (Ljubljana), s radom na prvom albumu The Best Off.... Album izlazi pod etiketom slovenske diskografske kuće Corona Records i na njemu sudjeluje novi gitarist Vlado Simčić Vava (kasnije član sastava Mone, Blagdan Banda i Ri Rock Banda), čime je formirana najpoznatija postava Laufera. Albumu sadrži njihove tadašnje velike uspješnice "Moja voda", "Svijet za nas", "Lopov Jack" i druge, a skladba "Moja voda" dobiva nagradu Radija Velike Gorice za hit godine. 
Dodatni medijski uspjeh sastav Laufer ostvaruju prvim mjestima na HRT-voj emisiji Hit depo, spotovima "Moja voda", "Lopov Jack" i "Svijet za nas", od kojih su zadnja dva napravljena u suradnji s Matejom Klarić.

## Popis pjesama
1. "Svijet za nas" (4:33)
2. "Ljubav kao heroin" (3:25)
3. "Funkomatic" (4:42)
4. "Dio tebe" (5:05)
5. "Lopov Jack" (4:18)
6. "Sve je laž" (3:40)
7. "Znam, znam, znam" (2:54)
8. "Moja voda" (4:17)
  - Snimatelj - Dragan Lukić
9. "Jedini što zna (4:17)
10. "Između neba i mora" (4:08)
11. "Wild Thing" (3:37)
  - Autor - Chip Taylor

## Izvođači
- Damir Urban - Prvi vokal
- Veselito Mudrinić - Gitara
- Vlado Simčič - Gitara
- Ljubo Silič - Bas gitara
- Vedran Križan - Klavijature
- Alen Tibljaš - Bubnjevi
- Mario Marolt - Saksofon
- Mia Žnidarič - Vokal
- Zbor - Katice

### Produkcija
- Producent - Janez Križaj
- Autori - Alen Tibljaš (skladbe: 1 do 3, 5 do 10), Damir Urban (skladbe: 1 do 10), Ljubo Silič (skladbe: 1 do 3, 5 do 10), Veselito Mudrinić (skladbe: 5 do 8), Vlado Simčič (skladbe: 1 do 4, 9, 10)
- Dizajn - Edwin
- Fotografija - Željko Jerneić
- Snimatelj - Laufer (skladbe: 4, 9 do 11), Predrag Trpkov (skladbe: 4, 9 do 11)

## Vanjske poveznice
- Discogs - Recenzija albuma